# Likareve, Novomîrhorod
Likareve (în ucraineană Лікареве) este un sat în orașul raional Novomîrhorod din regiunea Kirovohrad, Ucraina.

## Demografie
Componența lingvistică a localității Likareve
     Ucraineană (91,98%)
     Rusă (5,66%)
     Română (1,42%)
Conform recensământului din 2001, majoritatea populației localității Likareve era vorbitoare de ucraineană (91,98%), existând în minoritate și vorbitori de rusă (5,66%) și română (1,42%).